# Рідкий гелій

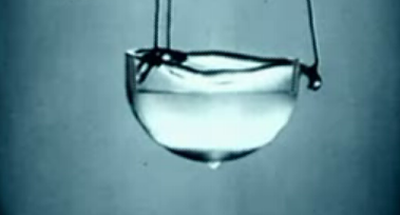
Рідкий гелій охолоджується нижче Лямбди-точки, де він проявляє властивості надплинності.

Рідки́й ге́лій — рідкий агрегатний стан гелію. Густина рідкого гелію при температурі 4,2 К становить 0,125 г/см³. Володіє малим показником заломлення, через що його важко побачити.
Рідкий гелій кипить за температури 4,2 К (для ізотопу 4He при нормальному атмосферному тиску).

## Фізичні властивості
Фізичні властивості гелію у ізотопів 4He і 3He мають великі відмінності:
| Властивість                     | Властивість                     | 4He                | 3He                |
| ------------------------------- | ------------------------------- | ------------------ | ------------------ |
| Температура плавлення, К        | Температура плавлення, К        | 2,0 (при 3,76 МПа) | 1,0 (при 3,87 МПа) |
| Температура кипіння, К          | Температура кипіння, К          | 4,215              | 3,19               |
| Мінімальний тиск плавлення, атм | Мінімальний тиск плавлення, атм | 25                 | 29 (0,3 K)         |
| Густина газоподібного, кг/м³    | Густина газоподібного, кг/м³    | 0,178              | 0,134              |
| Густина рідкого, кг/м³          | Густина рідкого, кг/м³          | 145 (при 0 К)      | 82,35              |
| Крит. точка                     | tкрит, К                        | 5,25               | 3,35               |
| Крит. точка                     | pкрит, МПа                      | 0,23               | 0,12               |
| Крит. точка                     | dкрит, кг/м³                    | 69,3               | 41,3               |

## Властивості гелію-4
Рідкий гелій — квантова рідина, тобто рідина, частинки якої є бозонами.
Вище температури 2,17 К гелій-4 поводиться як звичайна кріорідина, тобто кипить, виділяючи бульбашки газу. При досягненні температури 2,17 К (при тиску пари 0,005 МПа — так звана λ-точка) рідкий 4Не зазнає фазовий перехід другого роду, що супроводжується різкою зміною ряду властивостей: теплоємності, в'язкості, густини та інших. У рідкому гелії при температурі нижче температури переходу одночасно співіснують дві фази, Не I і Не II, з властивостями, що сильно відрізняються. Стан рідини в фазі гелію-II деякою мірою аналогічно стану бозе-конденсату (проте, на відміну від конденсату атомів розрідженого газу, взаємодія між атомами гелію в рідини досить сильно, тому теорія бозе-конденсату непридатна прямо до гелію-II).

### Надплинність і надтеплопровідність

Фазова діаграма гелію-4

Для He II характерна надплинність — здатність протікати без тертя через вузькі (діаметром менше ніж 100 нм) капіляри і щілини. Відносний вміст He II зростає з пониженням температури і досягає 100 % при абсолютному нулі температури — з цим були пов'язані спроби отримання наднизьких температур шляхом пропускання рідкого гелію через дуже тонкий капіляр, через який пройде тільки надплинна компонента. Однак внаслідок того, що при близьких до абсолютного нуля температурах теплоємність також прагне до нуля, домогтися істотних результатів не вдалося — за рахунок неминучого нагріву від стінок капіляра і випромінювання.
Внаслідок надплинності і досягається аномально висока теплопровідність рідкого гелію — теплопередача йде не завдяки теплопровідності, а завдяки конвекції надплинної компоненти в протитечії нормальної, яка переносить тепло (надплинна компонента не може переносити тепло). Цю властивість відкрито в 1938 році П. Л. Капицею.
|  | Гелію в проміжному стані між цими двома в природі не існує: або він при абсолютному нулі, або він в іншому стані, нормальному. Гелій в надплинному стані не може тиснути на заслінку, та загалом надплинна рідина не може виробляти ніякого тиску, оскільки це рідина, в'язкість якої дорівнює нулю, - ми її динамічними методами виявити не можемо. П. Л. Капиця |

### Другий звук
Внаслідок одночасної наявності двох фаз в рідкому гелії, є дві швидкості звуку і специфічне явище — так званий «другий звук». Другий звук — слабозгасне коливання температури і ентропії в надплинному гелії. Швидкість поширення другого звуку визначається з рівнянь гідродинаміки надплинності в двокомпонентній моделі. Якщо знехтувати коефіцієнтом теплового розширення (який у гелію аномально малий), то в хвилі другого звуку осцилюють тільки температура і ентропія, а густина і тиск залишаються постійними. Поширення другого звуку не супроводжується перенесенням речовини.
Другий звук можна також інтерпретувати як коливання концентрації квазічастинок в надплинному гелії. У чистому 4He це коливання в системі ротонів і фононів.
Існування другого звуку було теоретично передбачено Ландау; розрахункове значення дорівнювало 25 м/с. Фактично виміряне значення становить 19,6 м / с.

## Властивості гелію-3

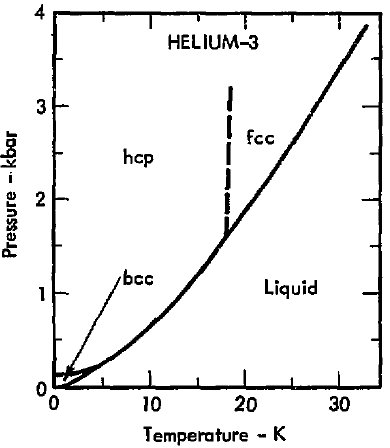
Фазова діаграма гелію-3

Рідкий гелій-3 — це фермі-рідина, тобто рідина, частинки якої є ферміони. У таких системах надплинність може здійснюватися за певних умов, коли між ферміонами є сили тяжіння, які призводять до утворення зв'язаних станів пар ферміонів — так званих куперівських пар (ефект Купера).
Куперівська пара володіє цілим спіном, тобто поводиться як бозон; тому речовина, що складається з об'єднаних в куперівські пари ферміонів, може переходити в стан, подібний до бозе-конденсату. Надплинність такого роду здійснюється для електронів в деяких металах і має назву надпровідність.
Аналогічна ситуація виникає в рідкому 3He, атоми якого мають спін ½ і утворюють типову квантову фермі-рідину. Властивості рідкого гелію-3 можна описати як властивості газу квазічастинок-ферміонів з ефективною масою приблизно втричі більшою, ніж маса атома 3He. Сили тяжіння між квазічастинками в 3He дуже малі, лише при температурах порядку декількох мілікельвінів в 3He створюються умови для створення куперівських пар квазічастинок і виникнення надплинності.

## Використання рідкого гелію

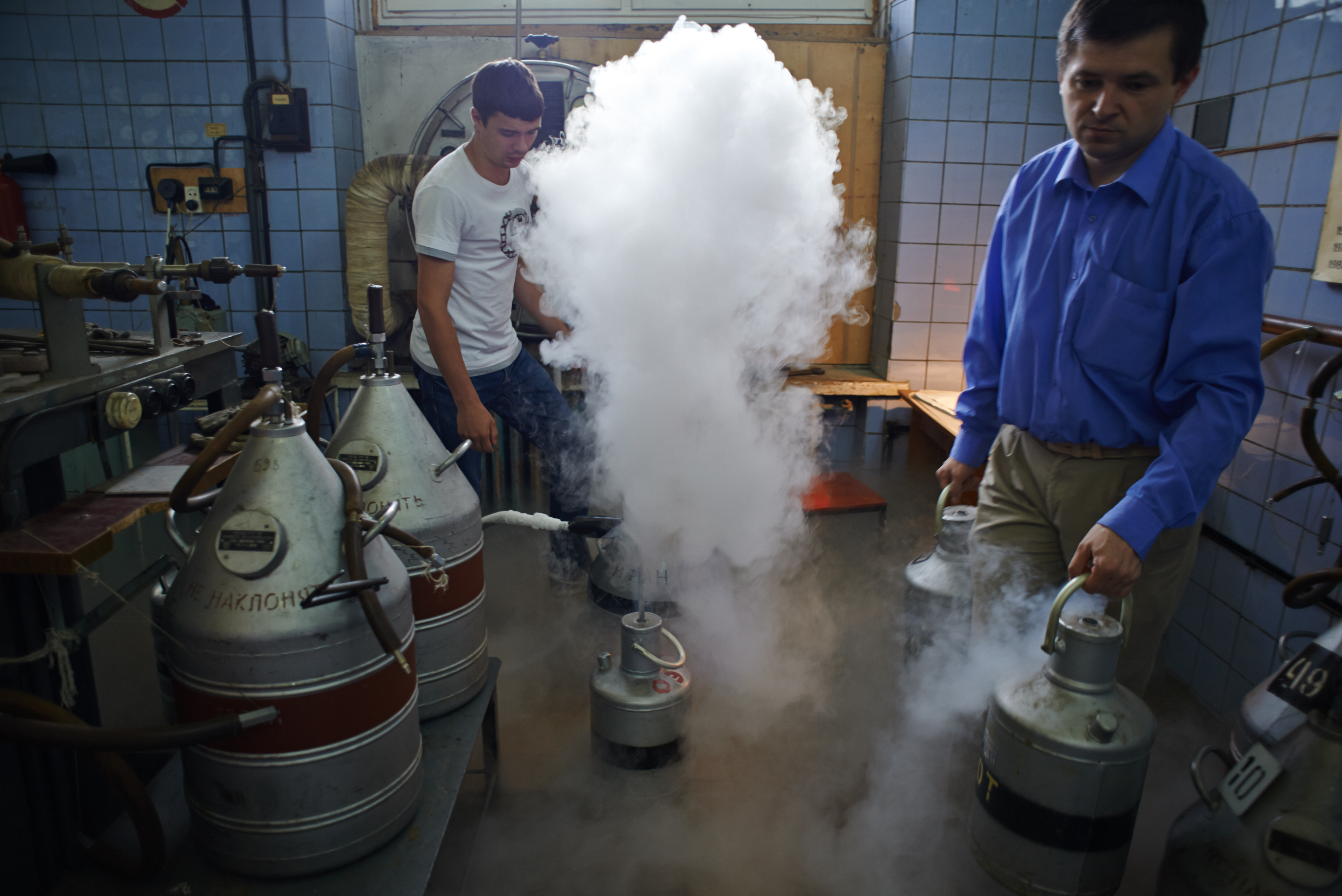
Використання рідкого гелію в лабораторії Інституту фізики НАН України

Рідкий гелій застосовується як холодоагент для отримання і підтримки низьких і наднизьких температур (в основному в наукових дослідженнях):
- охолодження надпровідних магнітів в різних наукових, технічних і медичних пристроях, наприклад:
  - прискорювачі заряджених частинок
    - У Великому адронному колайдері в ЦЕРНі використовується 96 тонн рідкого гелію для охолодження 1 624 надпровідних магнітів до температури 1,9 K[джерело?]

  - детектори інфрачервоного і високочастотного випромінювання, сквид-магнетометр;[уточнити]
  - тунельні мікроскопи;